# Серце віддаю дітям (монета)
«Се́рце віддаю́ ді́тям» — ювілейна монета номіналом 2 гривні, випущена Національним банком України. Присвячена видатному українському педагогу, публіцисту, дитячому письменнику, 100-річний ювілей якого включено до пам'ятних дат, що відзначаються на рівні ЮНЕСКО — Василю Олександровичу Сухомлинському. В. Сухомлинський увійшов в історію української школи як творець «школи радості» — оригінальної системи освіти і виховання дітей, що спирається на ідеї самоцінності й неповторності кожної особистості, вільного її розвитку. Ідеї, запропоновані Василем Сухомлинським, лягли в основу нової української школи, що впроваджується в Україні.
Монету введено в обіг 3 вересня 2018 року. Вона належить до серії «Видатні особистості України».

## Опис та характеристики монети
| Номінал грн. | Метал      | Маса, грам | Діаметр, мм. | Якість виготовлення       | Гурт     | Тираж, штук                                        |
| ------------ | ---------- | ---------- | ------------ | ------------------------- | -------- | -------------------------------------------------- |
| 2            | нейзильбер | 12,8       | 31           | спеціальний анциркулейтед | рифлений | 35 000 (у тому числі 10 000 у сувенірній упаковці) |

### Аверс
На аверсі монети розміщено: угорі — малий Державний Герб України, праворуч від якого напис «УКРАЇНА» (півколом), рік карбування монети — «2018» (над гербом); у центрі на дзеркальному тлі — зображено портрет В. О. Сухомлинського, праворуч номінал — «2/ГРИВНІ» та логотип Банкнотно-монетного двору Національного банку України; написи півколом на матовому тлі: «ВАСИЛЬ СУХОМЛИНСЬКИЙ» (ліворуч), «1918—1970» (під портретом).

### Реверс
На реверсі монети розміщено серце, у центрі якого напис: «ВІДДАЮ ДІТЯМ», навколо серця — стилізовані персонажі з оповідань В. Сухомлинського.

10000 монет із загального тиражу було випущено у буклетах
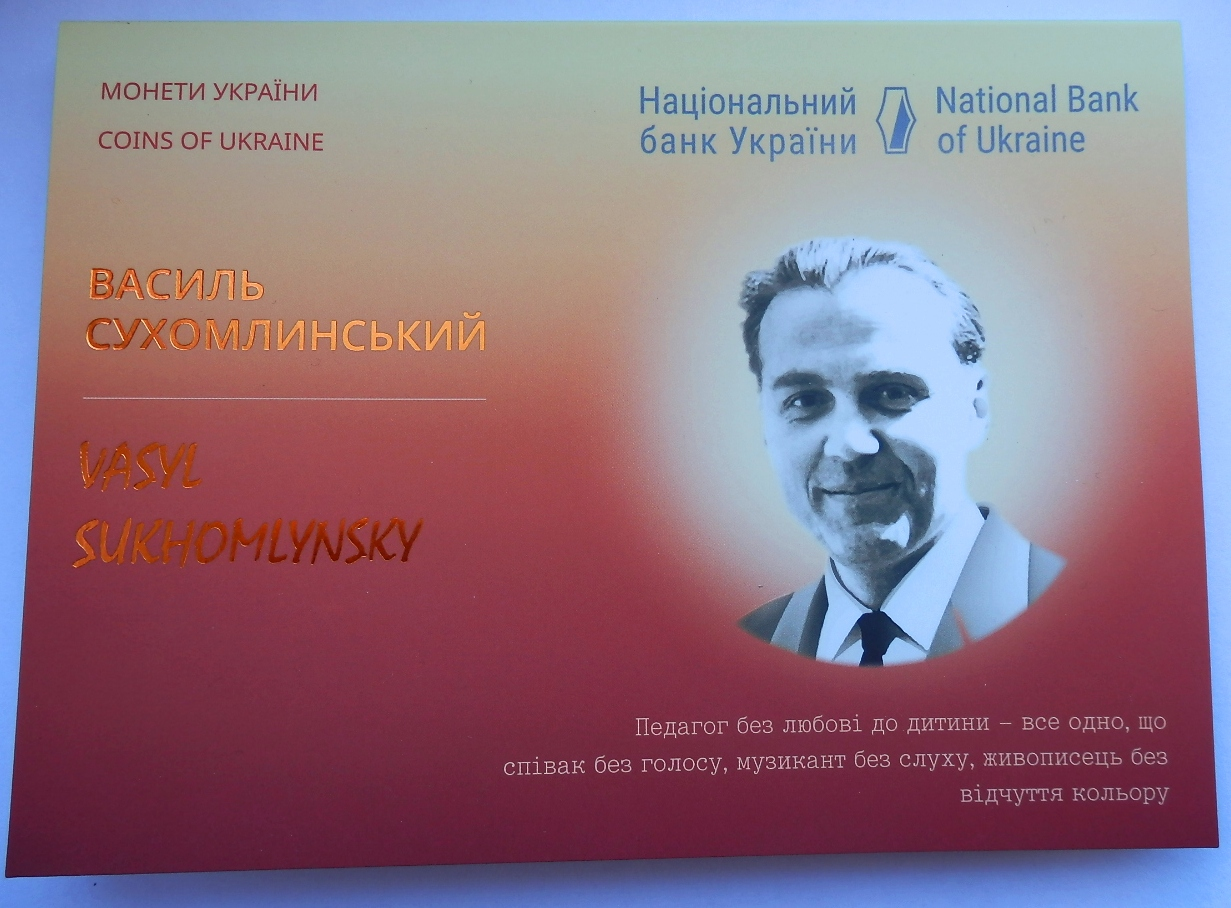
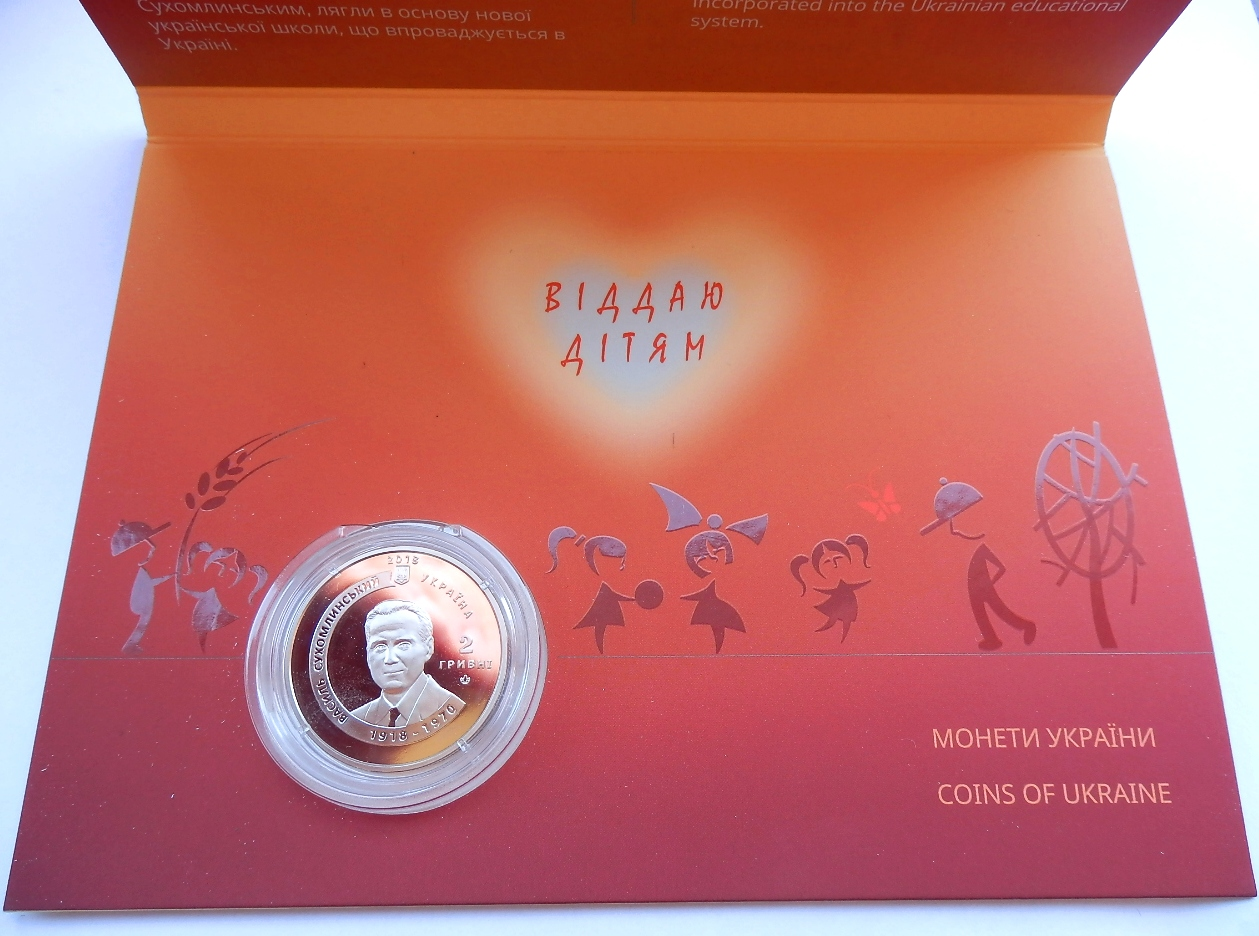
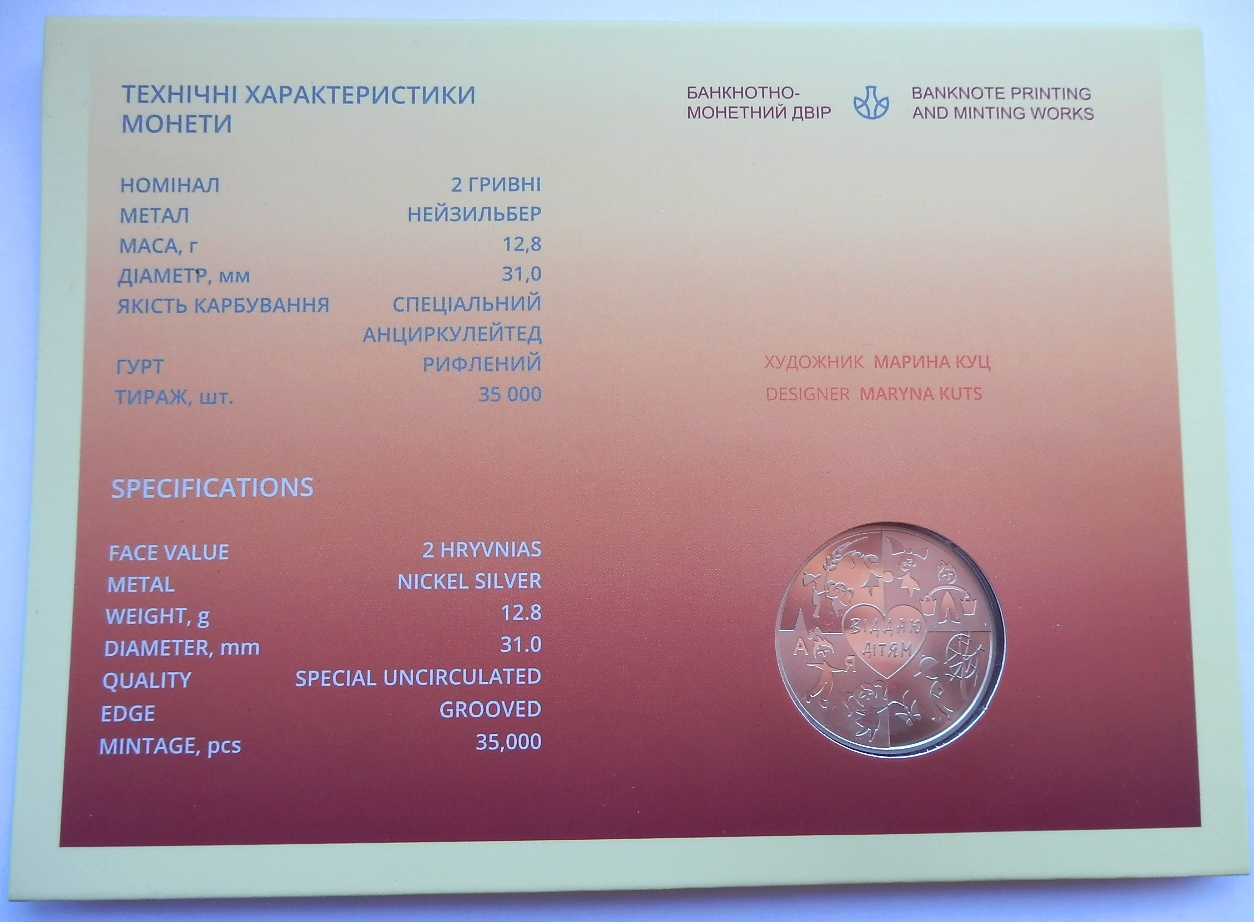

## Автори

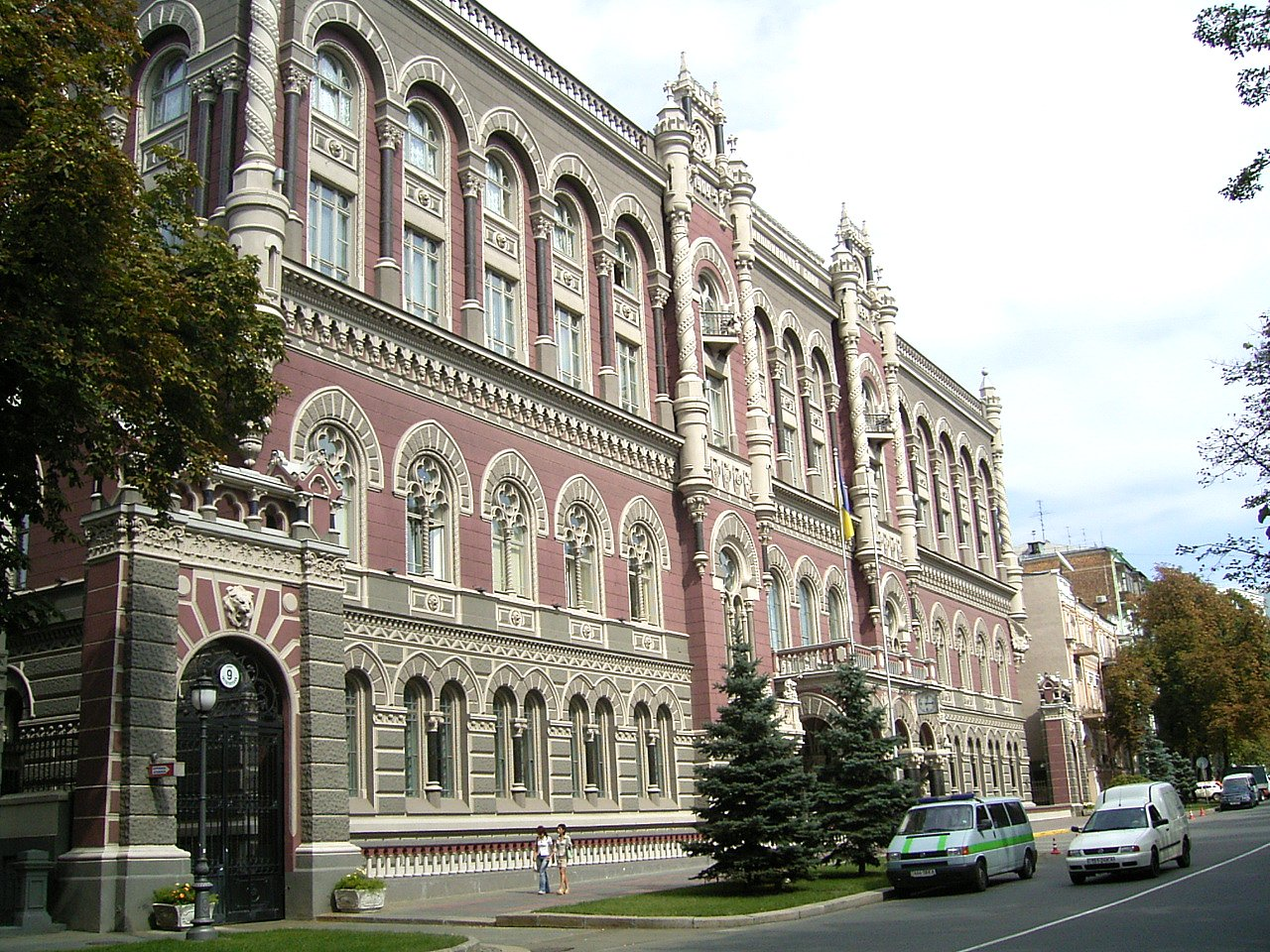
Будівля Національного банку України

- Художник — Куц Марина.
- Скульптори — Атаманчук Володимир.

## Вартість монети
Під час введення монети в обіг 2018 року, Національний банк України реалізовував монету через свої філії за ціною 40 гривень.
Фактична приблизна вартість монети, з роками змінювалася так:
| Рік        | 2019 | 2020 | 2021 | 2022 | 2023 | 2024 | 2025 |
| ---------- | ---- | ---- | ---- | ---- | ---- | ---- | ---- |
| Ціна, грн. | 50   | 55   | 60   | 65   | 220  | 225  | 230  |